# David Kossoff
David Kossoff, född 24 november 1919 i London, död 23 mars 2005 i Hatfield, Hertfordshire, var en brittisk skådespelare.

## Rollista i urval
- 1956 – Kamrat i svarta spetsar
- 1956 – Privatdeckar'n
- 1956 – På flykt med kärleken
- 1958 – Indiskret
- 1959 – Musen som röt
- 1960 – Dr Jekylls 2 ansikten
- 1962 – Det fördolda
- 1962 – Helgonet (TV-serie)
- 1963 – Den röde agenten
- 1963 – Musen på månen
- 1992 – Lovejoy (TV-serie)